# General Post Office (Dublín)
El General Post Office (gaèlic irlandès Ard-Oifig an Phoist) de Dublín és la seu de l'oficina de correus d'Irlanda, An Post, i la principal oficina de correus de Dublín. Situat al centre d'O'Connell Street, la principal artèria de la ciutat, és un dels edificis més famosos d'Irlanda, i va ser l'últim dels grans edificis públics d'arquitectura georgiana construïts a la capital irlandesa.

## Arquitectura
Inicialment el GPO es va situar en un petit edifici al lloc d'on se situarien posteriorment els edificis comercials (ara l'edifici del Banc Central d'Irlanda) a Dame Street, i traslladat posteriorment a una casa més gran davant de l'edifici del Banc d'Irlanda a College Green. El 6 de gener de 1818 es va obrir al públic la nova oficina de correus a Sackville Street (ara O'Connell Street). La primera pedra de l'edifici, que es va construir a partir d'un disseny de Francis Johnston, la va posar el Lord Tinent d'Irlanda Charles Whitworth, 1r comte de Whitworth, el 12 d'agost de 1814, amb la presència de Charles O'Neill, 1r comte O'Neill i Laurence Parsons, 2n comte de Rosse. L'estructura va ser acabada en el curt espai de tres anys per la suma de 50.000 lliures esterlines.

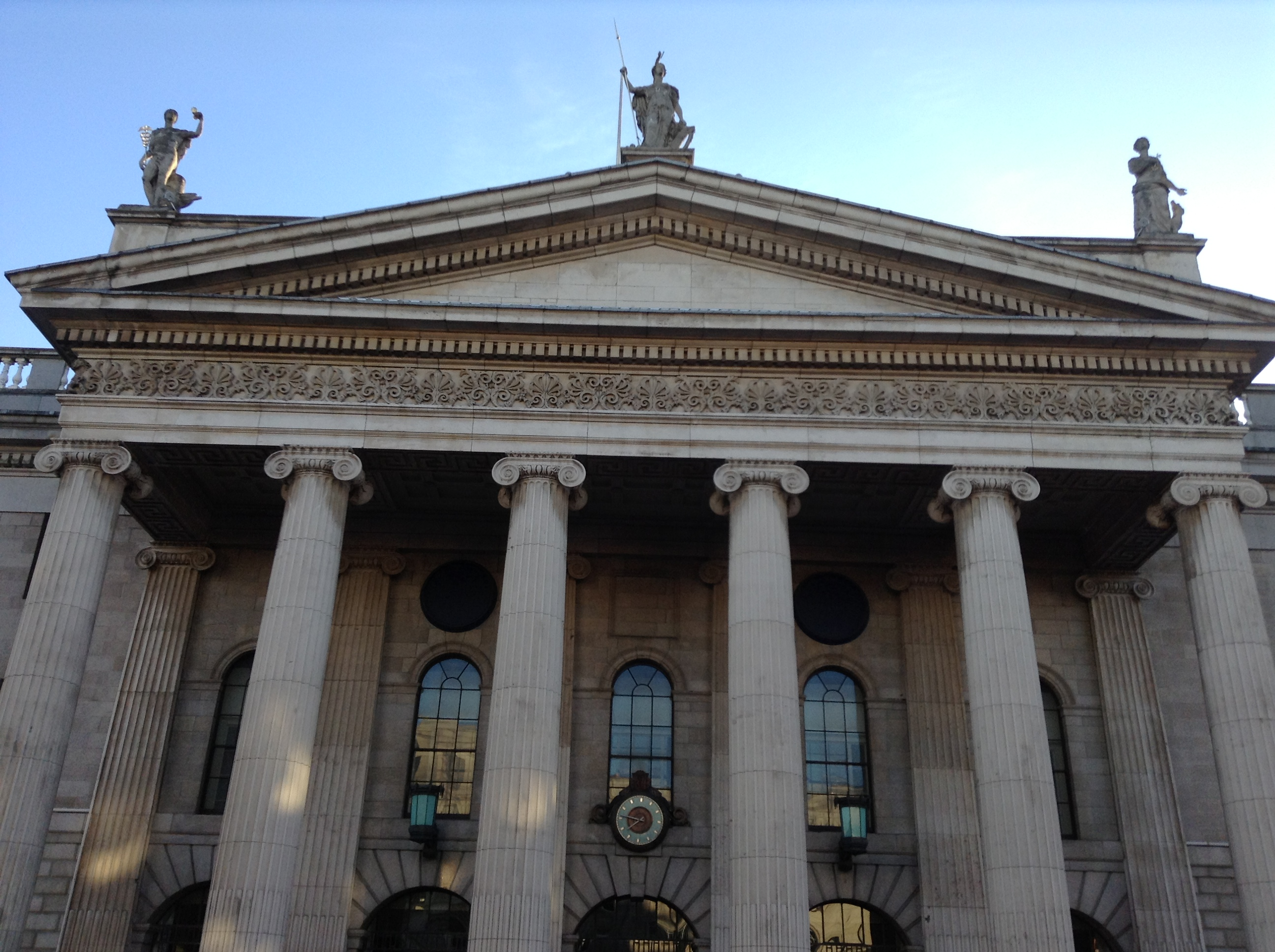
El pòrtic d'hexastil grec del GPO, completat en 1818. L'escut reial, similar al de King's Inns i les Cambres del Parlament Irlandès, foren eliminats després de la independència.

El frontal, que s'estén a 67,1 metres (220 peus), té una pòrtic jònic (24,4 metres (80 peus) d'ample), de sis columnes jòniques estriades de 137,16 centímetres (54 polzades) de diàmetre. El fris d'entaulament és altament enriquit, i al timpà del frontó s'hi posaren les armes reials fins que foren eliminades en la dècada de 1920. A l'acroteras del frontó hi ha tres estàtues de John Smyth: Mercuri a la dreta, amb el seu caduceu i la bossa, fidelitat a l'esquerra, amb el dit als llavis i una clau a la mà, i Hibernia al centre, recolzada en la seva llança i la celebració d'una harpa. L'entaulament, amb l'excepció de l'arquitrau, continua al llarg de la resta de la part davantera; el fris, però, no s'orna sobre el pòrtic. Una balustrada supera la cornisa de l'edifici, que és a 15,2 metres (50 peus) del sòl.
Amb l'excepció del pòrtic, que és de pedra de Portland, el conjunt és de granit de muntanya. L'elevació té tres pisos, dels quals el soterrani inferior és encoixinat, i en aquest sentit s'assembla a l'India House de Londres, on s'introdueix un soterrani encoixinat, encara que el pòrtic ocupa tota l'alçada de l'estructura.

## Història
Durant l'Aixecament de Pasqua de 1916, el GPO va ser la caserna general dels líders de l'aixecament. L'edifici va ser destruït per un incendi en el curs de la rebel·lió i no es va reparar fins que el govern de l'Estat Lliure d'Irlanda va assumir-ne la tasca d'alguns anys més tard. La façana és tot el que queda de l'edifici original. Una còpia original de la Proclamació de la República Irlandesa s'exhibeix al museu de l'An Post al GPO, on l'exhibició Letters, Lives & Liberty mostra la història de l'oficina de correus i de la GPO. L'edifici ha romàs com un símbol de la nacionalisme irlandès. En commemoració de l'aixecament es va instal·lar una estàtua que representa la mort de l'heroi mític Cú Chulainn esculpida per Oliver Sheppard en 1911, a la part davantera de l'edifici i es va presentar a la moneda de deu penics de 1966. Malgrat la seva fama com un lloc emblemàtic de la llibertat d'Irlanda, es va continuar pagant el lloguer de l'edifici als seus propietaris anglesos i estatunidencs fins als anys 1980.
Els estudis de l'emissora 2RN, que més tard esdevingué Radio Éireann, foren situats al GPO des de 1928 fins a la dècada del 1960s. Els divendres s'hi venen butlletes setmanals de la Prize Bond, la loteria irlandesa.
La Columna Nelson s'havia situat antigament al centre de Connell Street adjacent al GPO. Tanmateix la columna fou destruïda per una explosió de l'IRA en 1966. En el seu lloc ara s'hi ha posat el Spire de Dublín.

## Galeria d'imatges

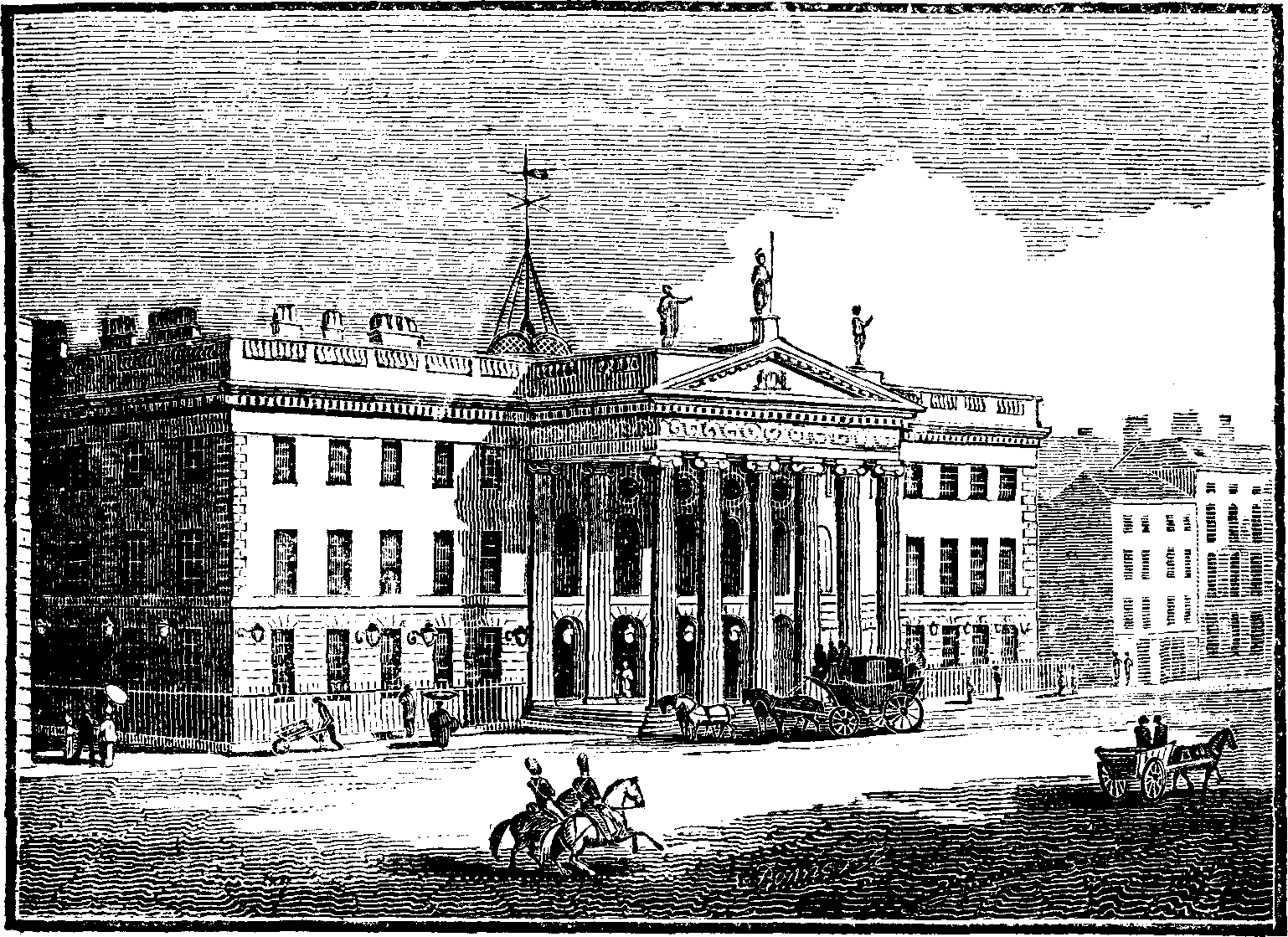
El General Post Office en un gravat de 1827
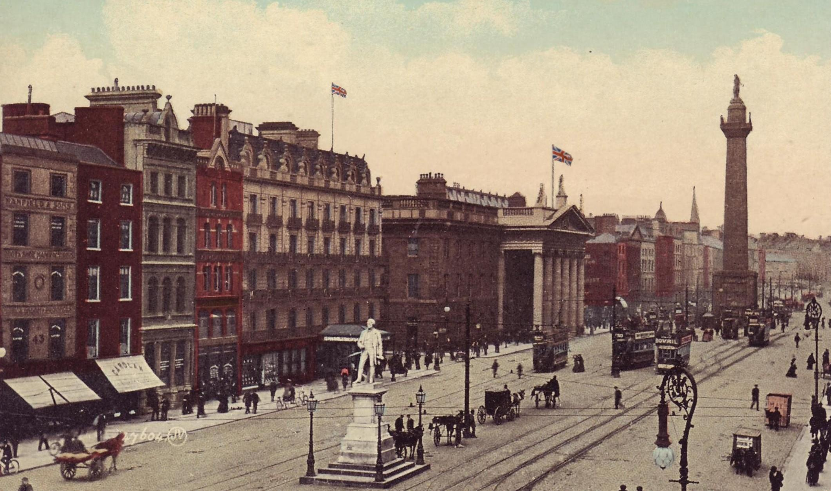
El GPO abans de la independència amb la bandera britànica. La major part de l'edifici i l'adjacent Hotel Metropole foren destruïts en 1916.
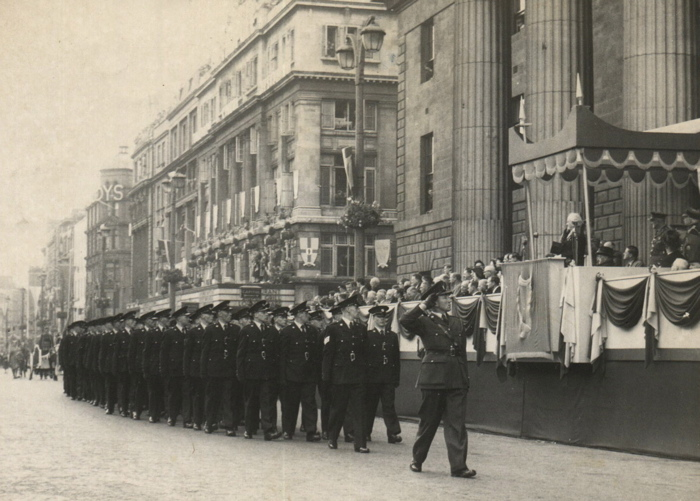
Els nous reclutes del Garda marxen davant el GPO, Tóstal 1954
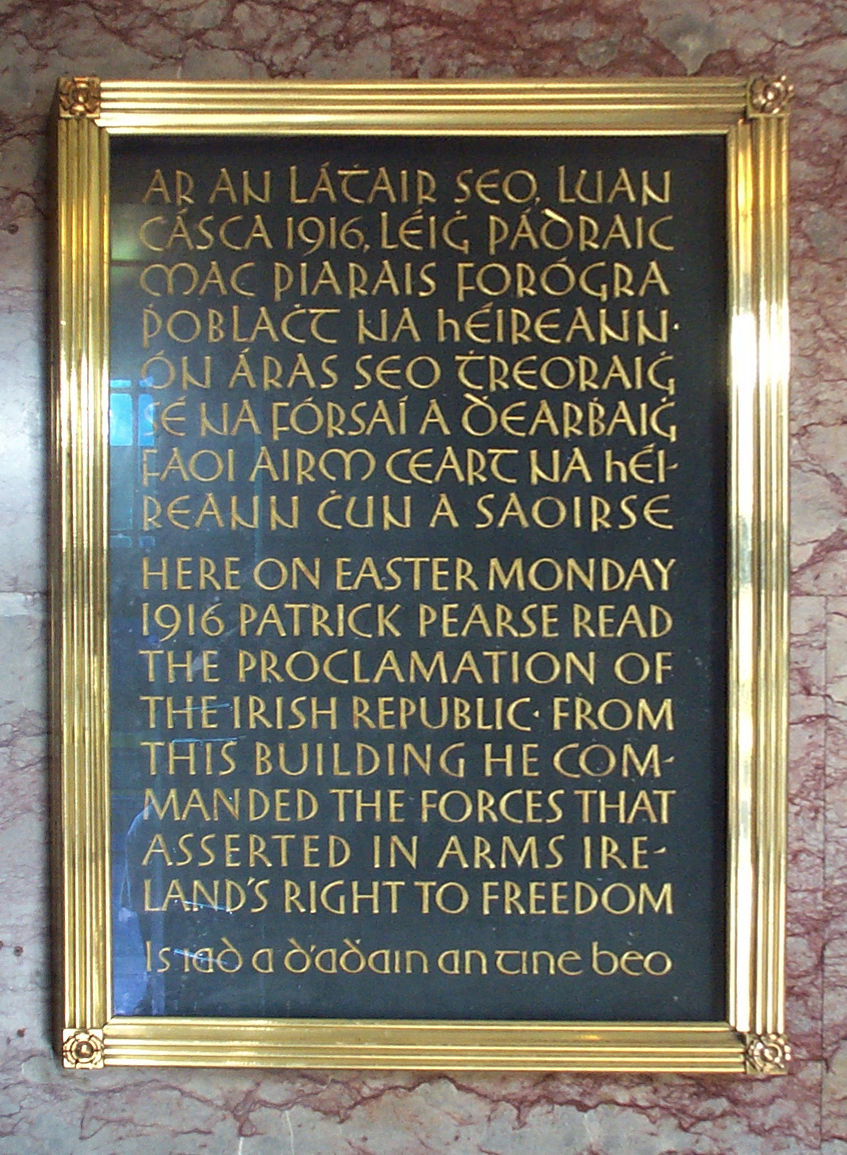
Una placa commemorativa de l'Aixecament de Pasqua al GPO, amb text en gaèlic irlandès en cal·ligrafia gaèlica, i el texts en anglès en alfabet llatí
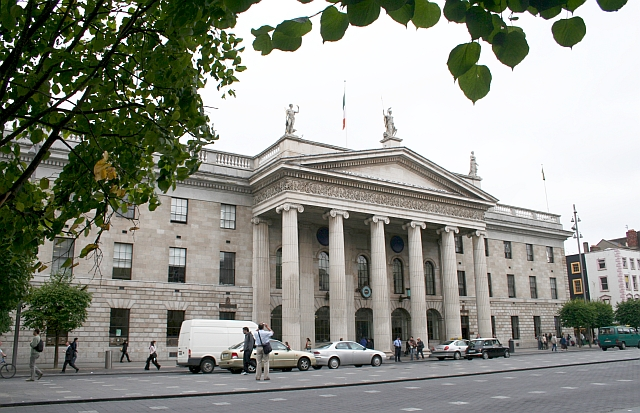
El GPO en 2006.
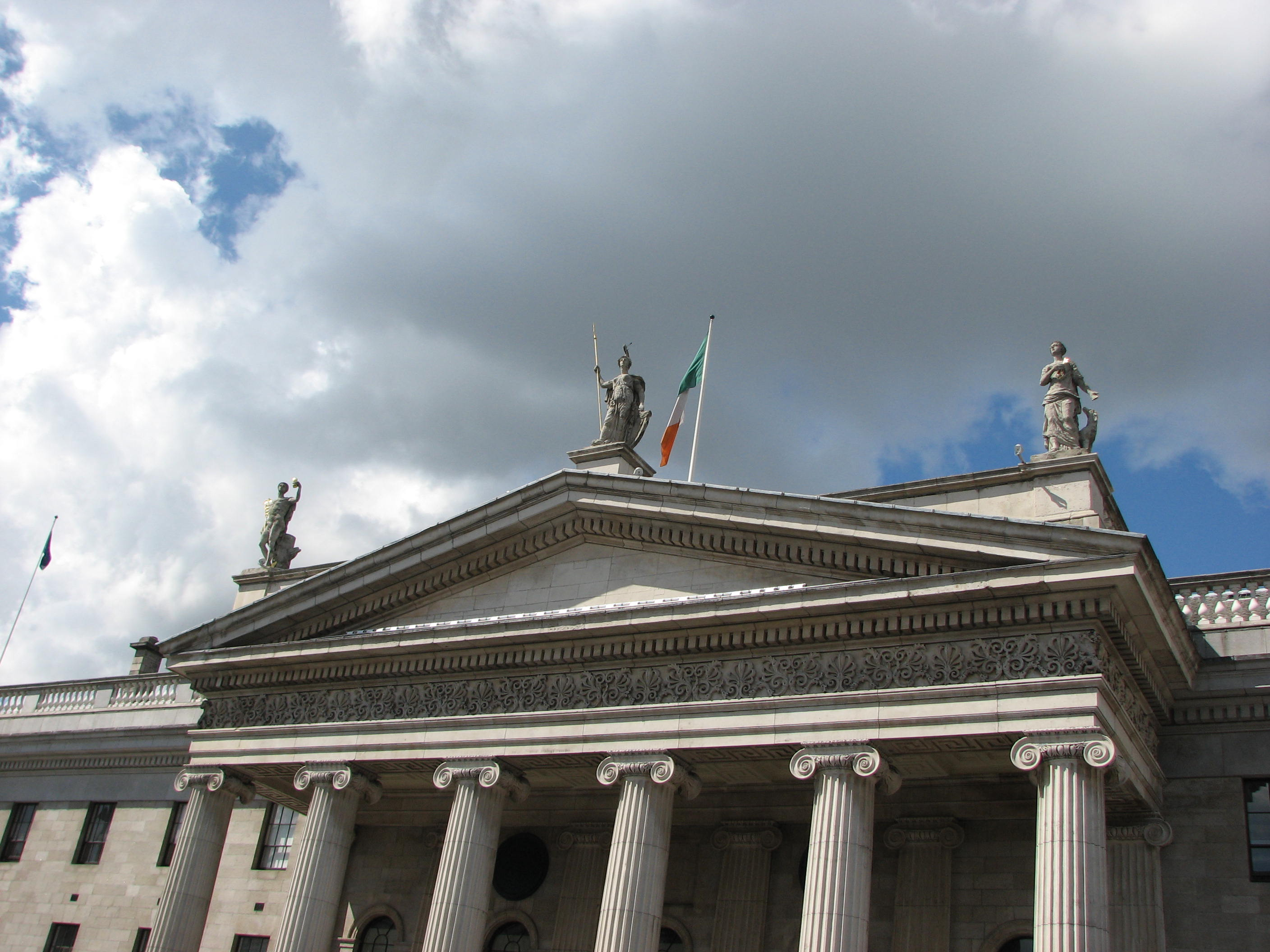
El GPO en 2007.